# Jean Alesi
Giovanni Roberto Alesi, noto come Jean Alesi (Montfavet, 11 giugno 1964), è un ex pilota automobilistico e opinionista francese.
Alesi è di origine italiana, figlio di siciliani immigrati in Francia: il padre Franco Alesi era un carrozziere di Alcamo, mentre la mamma Marcella era di Riesi.
Dopo vari successi ottenuti nelle categorie minori è approdato in Formula 1 nel 1989, andando a punti al debutto con la Tyrrell. Dal 1991 al 1995 Alesi ha guidato la Ferrari, con la quale ha vinto il Gran Premio del Canada (l'unico in carriera). Alcuni giornalisti lo hanno accostato a Gilles Villeneuve per lo stile di guida ed è ricordato principalmente come figura che ha avuto un certo rilievo tra i tifosi.
Corse poi per Benetton, Sauber, Prost e Jordan, con la quale chiuse in Formula 1.
Dal 2002 al 2006 Alesi ha disputato il campionato DTM, cogliendo alcune vittorie e un quinto posto in classifica piloti. A partire dal 2008 e fino al 2009, il pilota francese si è dedicato al campionato Speedcar Series, nel 2010 ha corso nel campionato Le Mans Series con una Ferrari 360 del team AF Corse. Nel 2012 corse la sua prima 500 Miglia di Indianapolis ed è il più anziano ad aver disputato il rookie test per l'ammissione alla gara.

## Carriera

### Gli inizi
Figlio di Franco, un meccanico alcamese emigrato in Francia, e di Marcelle, Alesi, cresciuto nell'officina del padre, si avvicinò sin da giovanissimo, assieme al fratello, al mondo dei motori, essendo appassionato di rally. A 16 anni cominciò a gareggiare con i kart e nel 1984 debuttò nel campionato di Formula Renault francese, dove rimase per due anni. Passato nel 1986 alla categoria di Formula 3, riuscì a terminare primo in classifica piloti nel 1987, guidando le vetture del team Oreca con motore Alfa Romeo.
L'anno seguente il francese, pilotando sempre per la stessa scuderia che gli aveva permesso la vittoria in Formula 3, si trasferì in Formula 3000. Nella prima annata concluse il campionato al decimo posto giungendo due volte a podio, ma sorsero vari problemi interni alla squadra, quindi per il 1989 Alesi si accordò con la Jordan, con la quale riuscì a vincere il titolo internazionale di categoria davanti al connazionale Érik Comas, e vincendo tre gare, a Pau, Birmingham e Spa-Francorchamps.
Lo stesso anno partecipò anche alla 24 Ore di Le Mans, in coppia con Dominic Dobson e Will Hoy, ma non riuscì a concludere la gara, venendo costretto al ritiro dopo la quarta ora per un incendio sviluppatosi sulla vettura.

### Formula 1

#### I primi anni con la Tyrrell (1989-1990)
1989
Sempre nel 1989, Alesi fece il suo debutto in Formula 1 al Gran Premio di Francia, al volante della Tyrrell, sostituendo Michele Alboreto, licenziato per questioni di sponsor. Alla prima gara, conquistò subito tre punti, concludendo la corsa al quarto posto, dopo aver occupato per alcuni tratti di gara anche la seconda posizione. Al termine della corsa Ken Tyrrell, soddisfatto del risultato, offrì al pilota un contratto di diciotto mesi. Nel prosieguo della stagione il francese riuscì ad arrivare tra i primi sei anche in Italia e Spagna e concluse il campionato in nona posizione con otto punti ottenuti.
1990

Il circuito di Phoenix, dove Alesi conquistò il suo primo podio

Nella stagione 1990 corse ancora per la Tyrrell, ottenendo alla prima gara stagionale (Gran Premio degli Stati Uniti a Phoenix), alla guida della 018, il suo primo podio: un secondo posto, dopo aver guidato la corsa per oltre 30 giri e aver a lungo conteso la vittoria ad Ayrton Senna. Dopo una settima piazza al Gran Premio del Brasile entrò in campo la nuova vettura: la Tyrrell 019. L'auto, che presentava soluzioni aerodinamiche innovative, primo fra tutti l'alettone ad ala di gabbiano, aveva però problemi relativi alla potenza del motore, alquanto bassa. Nonostante ciò, i primi risultati furono buoni con una sesta piazza ottenuta ad Imola e un podio a Monaco, favorito anche dalla conformazione del circuito, ma il prosieguo della stagione fu abbastanza deludente con Alesi spesso relegato ai margini della zona punti. Il pilota chiuse la stagione nono, con tredici punti conquistati.

#### Il quinquennio in Ferrari (1991-1995)
1991

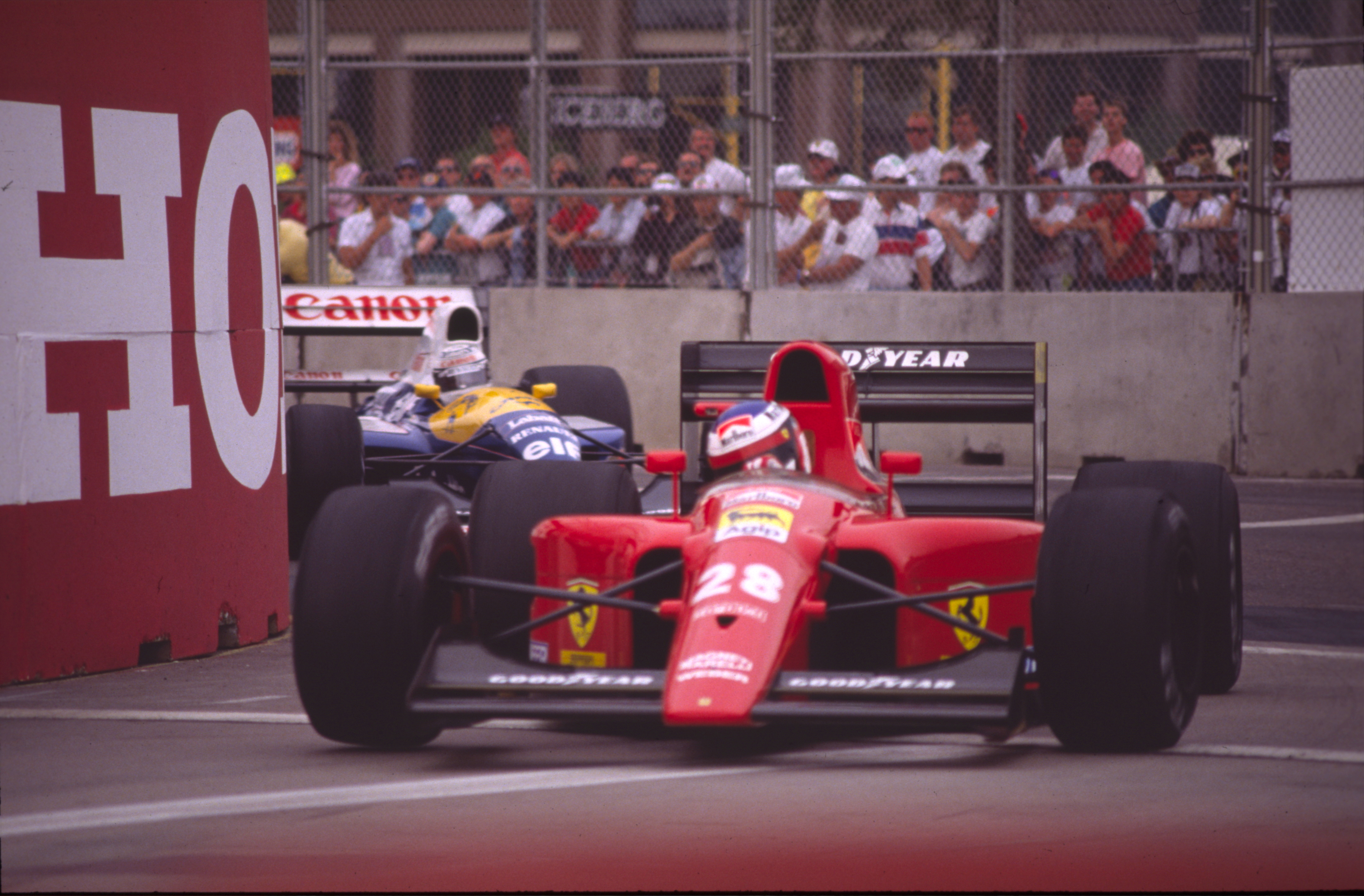
Alesi su Ferrari 642 F1 al Gran Premio degli Stati Uniti 1991

Le sue prestazioni, in particolare quelle di inizio 1990, lo affermarono come pilota veloce e combattivo, tanto da attirare le attenzioni della Ferrari, che lo strappò alla concorrenza della Williams, con cui aveva già firmato un contratto e per cui la casa di Maranello dovette pagare una penale di quattro milioni di dollari, ingaggiandolo per la stagione 1991 come seconda guida di Alain Prost. Nonostante i buoni tempi realizzati nelle prove invernali la vettura non permise ad Alesi di ottenere grandi prestazioni. Dopo un dodicesimo posto alla prima gara, dovuto ad un ritiro a pochi giri dalla fine, ottenne punti in Brasile con un sesto posto e al quarto appuntamento mondiale, a Monaco, conquistò la terza piazza; risultato che replicò anche ai Gran Premi di Germania e Portogallo. Giunse inoltre a tra i primi sei in Francia, Ungheria e Spagna (Gran Premio in cui venne anche penalizzato con uno stop&go per una dubbia scorrettezza al via), ma collezionò anche nove ritiri nel corso della stagione, il più importante dei quali al Gran Premio del Belgio mentre si trovava in testa alla corsa, che non gli permisero di andare oltre il settimo posto in classifica mondiale con 21 punti. A fine anno, il divorzio tra Prost e la Ferrari portò il francese a diventare pilota di punta della scuderia di Maranello.
1992

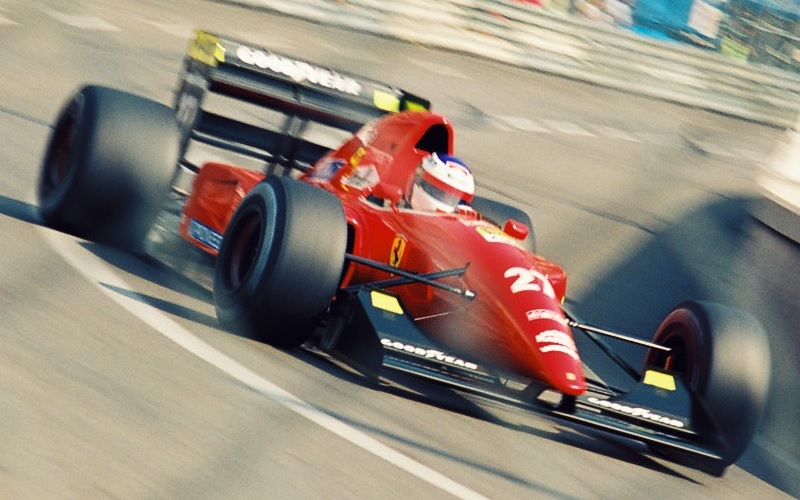
Alesi su Ferrari F92A a Monte Carlo nel 1992

Nel 1992 Alesi, ormai pilota di punta, venne affiancato da Ivan Capelli e, per le ultime gare, da Nicola Larini. La Ferrari F92 A, nuova vettura del team, si rivelò però ancora peggiore della precedente e non gli permise di ottenere risultati soddisfacenti.
L'inizio stagione vide il francese costretto al ritiro nei primi due Gran Premi a causa di rotture del motore. Solo al terzo appuntamento mondiale riuscì a conquistare un quarto posto dietro ai piloti Williams e a Michael Schumacher. Il miglior piazzamento di tutta l'annata venne raggiunto alla gara seguente: il Gran Premio di Spagna. Partito ottavo, sotto la pioggia, Alesi si toccò prima con Berger, scivolando in fondo alla classifica, poi con Mika Häkkinen, andando in testacoda. Riuscì a rimontare varie posizioni fino a giungere terzo, sul podio.
Alla gara seguente, disputatasi a Imola, fu costretto al ritiro mentre lottava per il terzo posto, grazie ad una strategia senza pit-stop, a causa di un contatto con Berger. Le gare successive furono caratterizzate da vari ritiri, intramezzate da un terzo posto in Canada. In Francia stava disputando una buona gara girando, con gomme da asciutto sotto la pioggia, sugli stessi tempi delle Williams con pneumatici da bagnato, quando fu costretto ad abbandonare la corsa per la rottura del propulsore. Dopo un altro ritiro al Gran Premio di Gran Bretagna riuscì a conquistare una quinta piazza in Germania. Al Gran Premio del Belgio, poi, gli venne affidato il modello F92 A/T, evoluzione della F92 A, nel tentativo di ottenere migliori prestazioni, ma dopo sette giri si ritirò per incidente. Non ottenne risultati neppure a Monza, nonostante un terzo posto nelle qualifiche, e in Portogallo. Nelle ultime due gare riuscì a terminare tra i primi sei, concludendo la stagione al settimo posto con diciotto punti.
1993

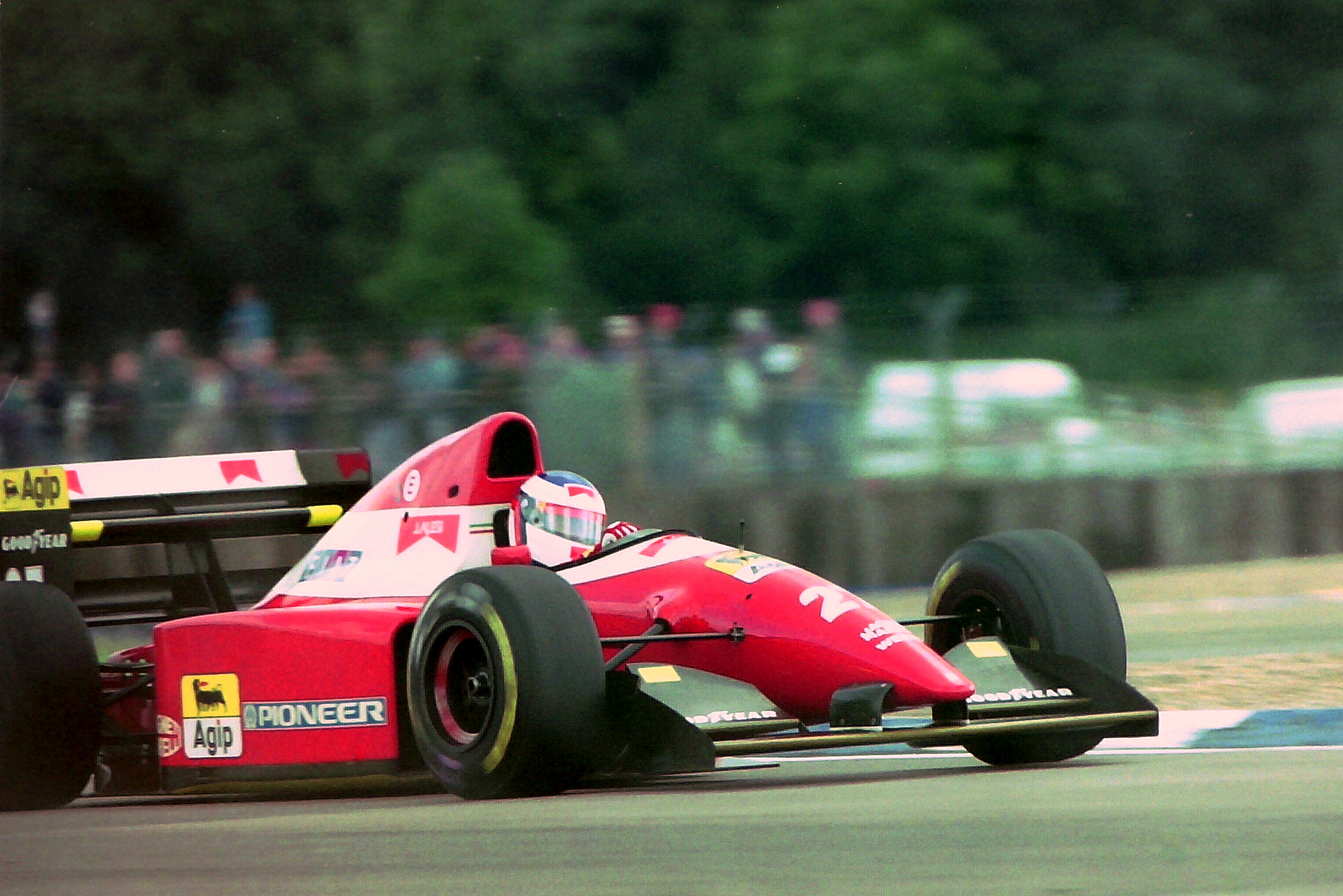
Alesi al volante della Ferrari F93A nelle prove libere del Gran Premio di Gran Bretagna 1993.

A partire dal 1993 Alesi venne affiancato in Ferrari dall'austriaco Gerhard Berger. I test invernali evidenziarono vari problemi e i piloti ottennero tempi molto lenti. L'inizio stagione fu disastroso con quattro ritiri nelle prime cinque gare, dovuti in larga misura all'inaffidabilità delle sospensioni attive montate sulla F93 A, e un ottavo posto al Gran Premio del Brasile, tanto che il pilota dichiarò di aver pensato di lasciare il team di Maranello, anche perché aveva il timore di essere un ripiego nell'attesa dell'arrivo in scuderia di Senna. A Monaco, poi, riuscì a salire sul podio arrivando terzo. A luglio Alesi rinnovò per altri due anni il contratto con la Ferrari e venne affidata a Jean Todt la direzione in pista del team. Nonostante ciò i successivi sei appuntamenti mondiali furono caratterizzati da ritiri e piazzamenti fuori dalla zona punti. In Ungheria il francese fu protagonista di un incidente durante la corsa con Christian Fittipaldi e riportò una contusione ad una gamba. Successivamente ebbe uno scontro con il pilota brasiliano, nel quale si sfiorò la rissa. Questa serie negativa venne interrotta al Gran Premio d'Italia, dove Alesi concluse secondo e alla gara seguente, in Portogallo, terminò quarto dopo aver condotto la gara per i primi 19 giri. Dopo un altro ritiro replicò la quarta piazza anche in Australia, ultimo appuntamento mondiale. Alesi concluse il campionato al sesto posto con sedici punti conquistati.
1994

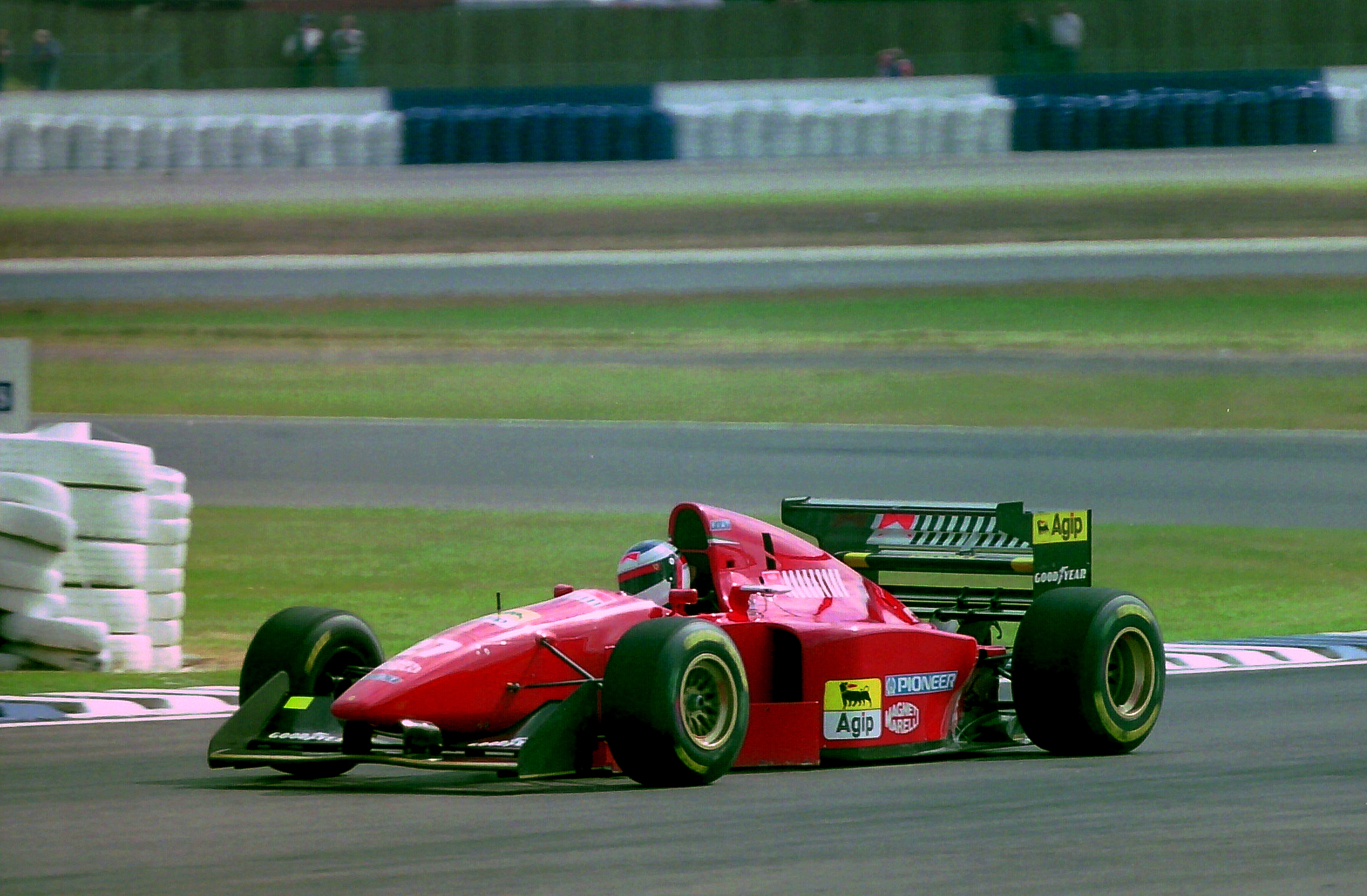
Alesi a bordo della Ferrari 412 T1B nel Gran Premio di Gran Bretagna 1994

Nel 1994 la competitività della Ferrari iniziò a migliorare. Al primo appuntamento mondiale giunse terzo, ma un infortunio alla schiena avuto durante alcuni test al Mugello lo costrinse a saltare i successivi due Gran Premi venendo sostituito dal collaudatore Nicola Larini. Tornato per il Gran Premio di Monaco conquistò un quinto posto (risultato ottenuto anche a causa di un contatto con il pilota della Simtek David Brabham che gli fece perdere alcune posizioni) seguito da un quarto posto in Spagna e da un terzo posto in Canada (in quell'occasione ebbe problemi al cambio che gli causarono la perdita della seconda posizione). Dopo un ritiro nella gara di casa, causato da una collisione con Barrichello, Alesi ottenne un secondo posto in Gran Bretagna, anche grazie alla squalifica di Michael Schumacher. Le successive corse furono però contrassegnate da continui ritiri, il più importante dei quali a Monza. Il francese aveva infatti conquistato la sua prima pole position in carriera e si trovava in testa alla corsa, quando al pit stop, a causa di un guasto alla trasmissione, la sua vettura non ripartì. Questa serie negativa venne interrotta al Gran Premio del Giappone, penultimo appuntamento mondiale, con la conquista di un terzo posto, dopo un duello sotto la pioggia con Nigel Mansell, seguito da una sesta piazza conquistata in Australia. A fine stagione poté contare su ventiquattro punti conquistati e un quinto posto nella classifica piloti.
1995

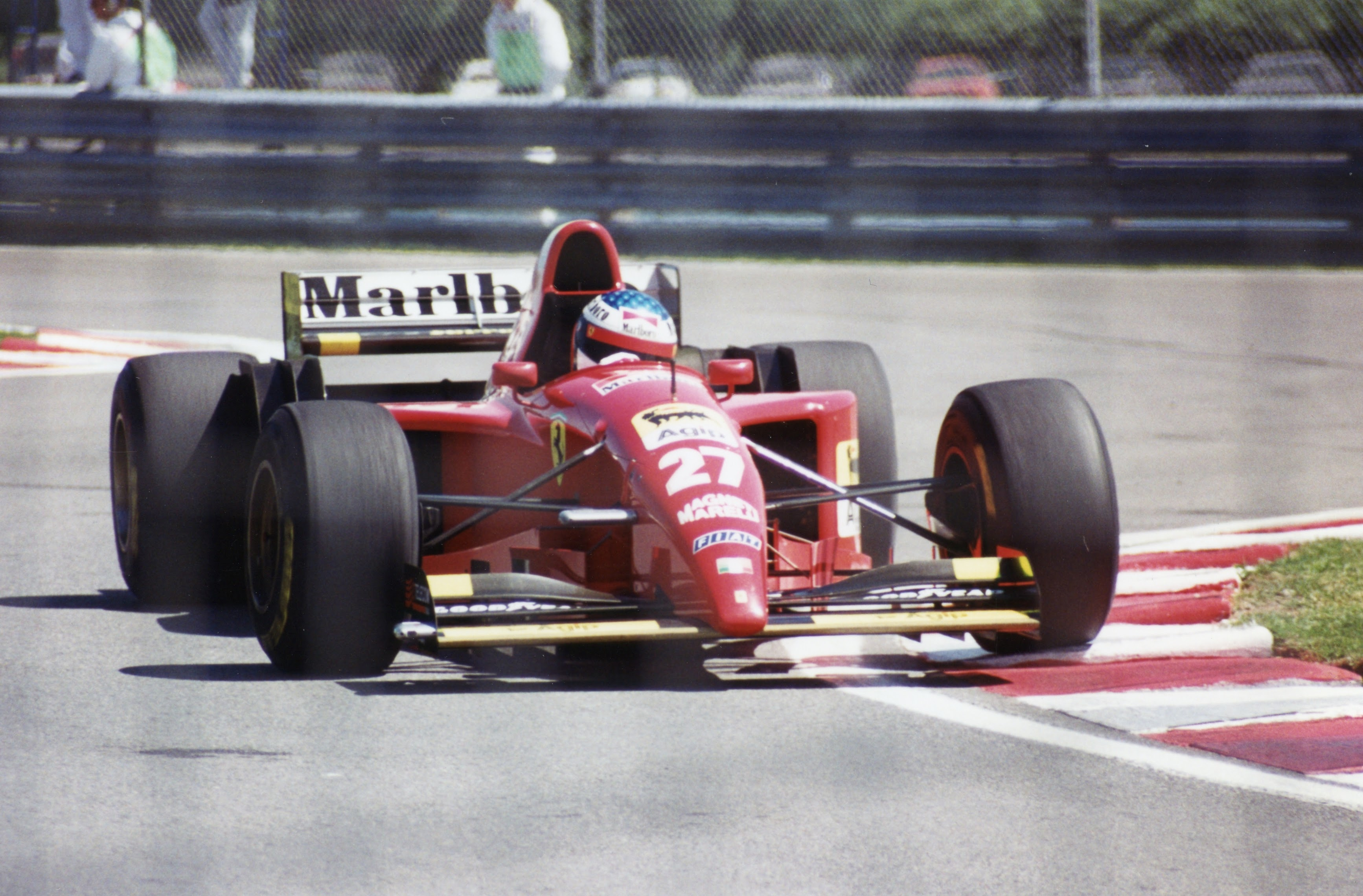
Alesi durante il Gran Premio del Canada 1995, dove alla guida della Ferrari 412 T2 colse l'unica vittoria della carriera in Formula 1.

Nel 1995 la Ferrari progredì ulteriormente e Alesi riuscì ad ottenere risultati abbastanza soddisfacenti: dopo un quinto posto al Gran Premio del Brasile giunse due volte secondo ai successivi appuntamenti mondiali (Argentina e Imola). Subì un ritiro per guasto nel Gran Premio di Spagna, mentre si trovava in seconda posizione, e anche al Gran Premio di Monaco perse la seconda piazza per via della resistenza di un doppiaggio che finì in testacoda proprio davanti al ferrarista, causandone il ritiro. L'11 giugno il francese vinse la sua prima e unica gara al Gran Premio del Canada a Montréal, proprio il giorno in cui festeggiava il suo 31º compleanno, sfruttando anche un guasto avuto dalla Benetton di Michael Schumacher, per lungo tempo in testa alla corsa e infine rallentato da un problema all'elettronica. Nel giro d'onore rimase senza benzina e venne riportato ai box dallo stesso Schumacher. Questa vittoria interruppe la serie maggiore di gare consecutive senza successi per un pilota Ferrari (67 gare), record negativo battuto, poi, nel 2013 da Felipe Massa.
Dopo questo successo riuscì a salire sul podio al Gran Premio di Gran Bretagna, ma nelle successive quattro gare venne costretto al ritiro: in Germania e Ungheria (dopo questo appuntamento mondiale venne annunciato il passaggio in Benetton del pilota) la rottura del motore lo costrinse ad abbandonare la corsa, in Belgio la sua partecipazione durò appena quattro giri e si fermò a causa della rottura della sospensione mentre era in prima posizione, e, infine, al Gran Premio d'Italia fu costretto al ritiro a sette tornate dal termine, quando si trovava di nuovo in testa, per problemi alla ruota posteriore. Giunse, poi, quinto al Gran Premio del Portogallo, caratterizzato nel dopo-gara da un'accesa discussione con Jean Todt, scatenata al rifiuto del pilota di lasciar strada al compagno di squadra Berger, come ordinatogli, in quanto questi aveva meno punti in classifica piloti.

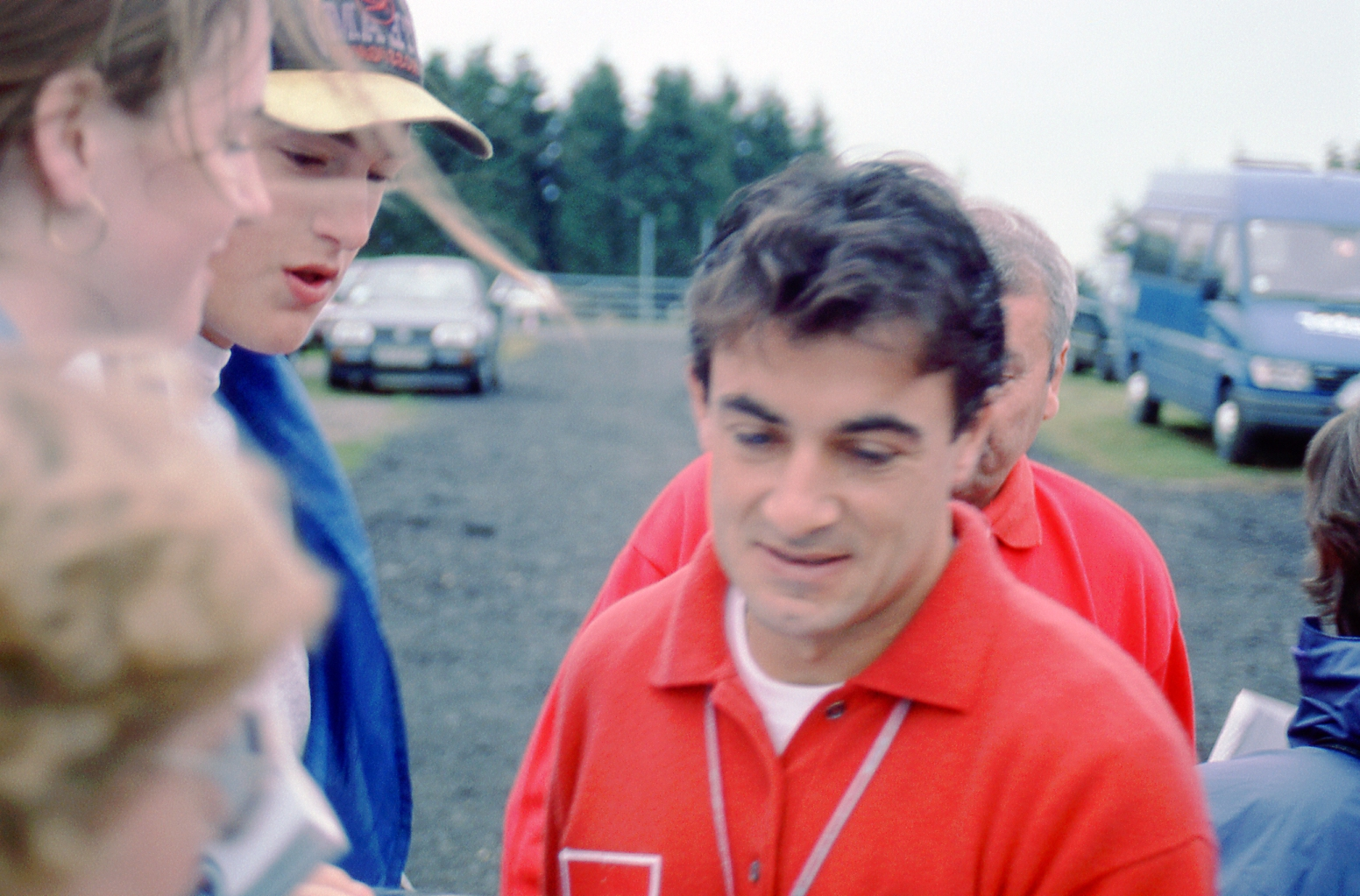
Alesi s'intrattiene con dei tifosi a Silverstone nel 1995

Al Gran Premio d'Europa Alesi riuscì ad andare in testa riuscendo a rimanere in pista con le gomme slick sul bagnato dei primi giri, ma venne superato a soli due giri dal termine da Michael Schumacher, anche a causa di un rallentamento causato da alcuni doppiati e del pericolo di rimanere senza benzina prima del termine del Gran Premio. Nel Gran Premio del Pacifico fu 5º, mentre si rese protagonista di una grande prestazione nel Gran Premio del Giappone, con l'asfalto bagnato, effettuando una poderosa rimonta fermata però dall'ennesimo guasto mentre era in seconda posizione. Concluse la sua storia da pilota Ferrari con un ritiro per incidente nel Gran Premio d'Australia.

#### Il passaggio in Benetton (1996-1997)
1996
Nel 1996 passò, insieme a Berger, alla Benetton neo campione del mondo per non essere secondo pilota in Ferrari. Il suo nuovo team aveva visto partire, però, i suoi migliori ingegneri e tecnici, che avevano deciso di seguire il due volte campione del mondo Michael Schumacher alla Ferrari; tra gli uomini di spicco che abbandonarono la Benetton ci fu anche il capo progettista Rory Byrne che dopo aver progettato la B196, decise di prendersi un anno sabbatico. La monoposto, pur essendo discretamente riuscita, era comunque molto meno competitiva delle Williams di Hill e Villeneuve. Inoltre il campionato di Alesi avrebbe vissuto del duello a distanza con Schumacher, caratterizzato, a partire da agosto, da una crescita del team di Maranello e da una perdita di competitività della Benetton, che non era stata in grado di apportare sviluppi significativi ed efficaci alla vettura.

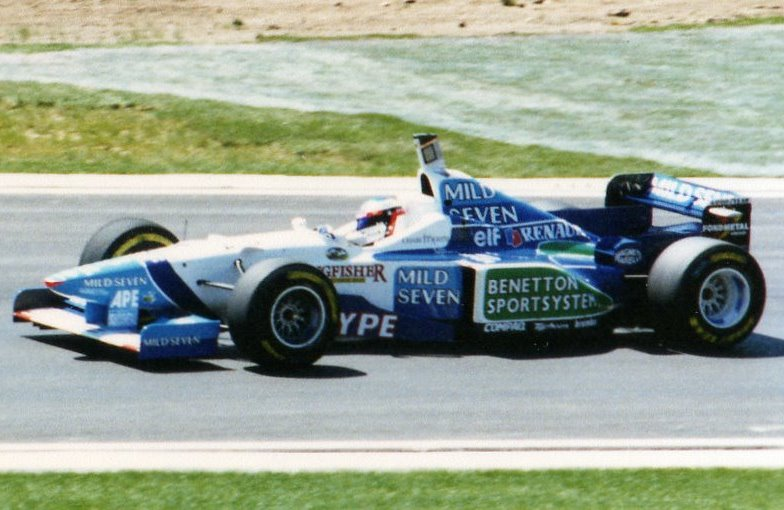
Alesi al volante della Benetton B196 nelle prove libere del Gran Premio di San Marino 1996

La stagione cominciò con un ritiro, a causa di un contatto con la Ferrari del nord irlandese Eddie Irvine, ma a questo risultato seguirono due podi. Al Gran Premio d'Europa, però, dopo aver sbagliato la partenza a causa di un nuovo sistema di blocco dell'impianto frenante, nel tentativo di rimontare posizioni tamponò Mika Salo, ritirandosi. Venne quindi messo, insieme al compagno di squadra Berger, sotto accusa da Flavio Briatore, personalità di spicco del team. Questo contribuì a creare un'atmosfera di tensione all'interno della scuderia. Dopo un sesto posto a Imola, al Gran Premio di Monaco, terminato da sole quattro vetture e sotto una pioggia battente, sfiorò la vittoria, ma fu costretto al ritiro a una quindicina di giri dal termine a causa della rottura di una sospensione. A questo risultato seguirono cinque gare concluse sul podio, inframezzate da un ritiro al Gran Premio di Gran Bretagna, mentre occupava la seconda posizione. Al Gran Premio d'Italia, poi, grazie a un'ottima partenza, dal sesto posto in griglia riuscì a portarsi in testa alla corsa e, anche grazie al ritiro di Hill, mantenne la prima posizione fino al pit-stop, quando venne poi sopravanzato dal ferrarista Schumacher che aveva una migliore strategia di gara. Alesi, dopo un quarto posto in Portogallo e un ritiro all'ultimo appuntamento mondiale, concluse comunque il campionato al quarto posto, essendo stato superato nelle ultime gare della stagione da Schumacher, con quarantasette punti conquistati. Questo piazzamento è stato il suo miglior risultato in carriera.
1997
La stagione 1997 si aprì con un ultimatum lanciato da Briatore al pilota francese, nel quale il patron aveva affermato che per Alesi il 1997 sarebbe stato l'ultima occasione della sua carriera per ottenere risultati importanti. Nei test invernali la vettura ottenne anche ottimi risultati, ma la realtà del campionato si dimostrò ben diversa. Inoltre Ross Brawn, direttore tecnico del team, raggiunse Schumacher, seguito anche da Rory Byrne e Nigel Stepney (ex capo meccanico), lasciando la Benetton senza gli uomini più preparati del reparto tecnico.

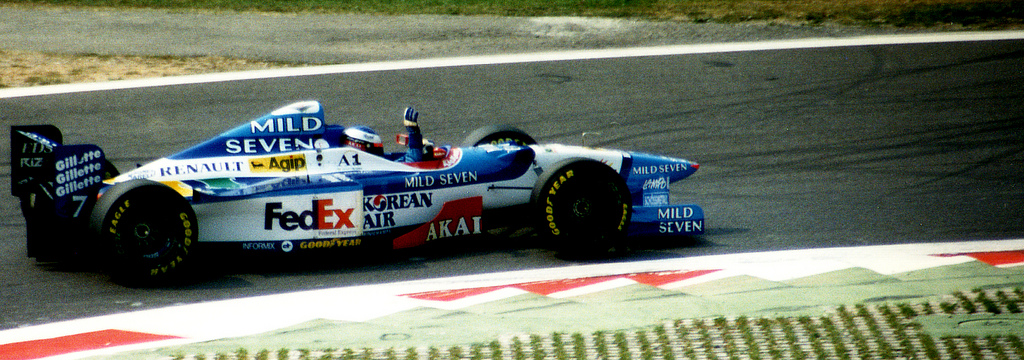
Alesi durante il Gran Premio d'Italia 1997

Nella prima gara della stagione il transalpino si ritirò per aver finito la benzina, nonostante fossero state esposti vari cartelli dai box. Questo episodio attirò, quindi, le critiche di Briatore, che lo accusò di aver sprecato un'occasione per arrivare sul podio. Nelle successive quattro gare, poi, ottenne appena tre punti; a partire dal Gran Premio di Spagna Alesi diede mostra di alcune buone prestazioni con alcuni podi, che gli permisero di portarsi in terza posizione nella classifica piloti. A settembre venne annunciato il suo passaggio dalla Benetton alla Sauber, scuderia con cui si legò per i successivi due anni. Appena una settimana prima Alesi aveva ottenuto la pole position al Gran Premio d'Italia, mandando in visibilio i tifosi italiani, nonostante non corresse più per la Ferrari, e arrivando secondo in gara a causa di un errore del box della Benetton. Negli ultimi Gran Premi della stagione ottenne un'altra seconda posizione e un quinto posto, oltre a un ritiro in Austria e un piazzamento fuori dalla zona punti.
Concluse quindi il campionato al quarto posto, anche grazie alla squalifica di Schumacher, con trentasei punti conquistati. Tuttavia, Alesi uscì fortemente ridimensionato dal confronto a distanza con il tedesco e la Ferrari, infatti agli inizi della stagione 1996 in molti, ancora, credevano nelle capacità del pilota francese e, di conseguenza, nella possibilità che il francese potesse diventare campione del mondo. Il fatto di non essere riuscito a vincere nemmeno una gara, con una scuderia comunque accreditata, fece diminuire talmente tanto il suo prestigio che i top team di fatto gli chiusero per sempre le porte.

#### Il biennio in Sauber (1998-1999)
1998
Nel 1998 Jean Alesi si trasferì alla scuderia svizzera Sauber, team di media classifica, ben lontano dalle squadre blasonate con cui il pilota francese aveva corso fino all'anno precedente. La vettura montava i propulsori Ferrari del 1997 anche se evoluti dalla Petronas. Nonostante, poi, in molti ritenessero Alesi ormai sul viale del tramonto, il pilota di Avignone si dimostrò ancora altamente competitivo, portando la Sauber in posizioni che andavano oltre l'effettivo valore della vettura. L'inizio della stagione 1998 vide due gare con Alesi fuori dalla zona punti, fermato in Australia dal motore e da una nona piazza in Brasile. Al Gran Premio d'Argentina, però, concluse al quinto posto, nonostante durante la prima sosta ai box la vettura avesse perso un'appendice aerodinamica a causa di un contatto con un cavo. A Imola, poi, replicò il buon risultato giungendo sesto.
A questi piazzamenti seguì una parte centrale di stagione che vide il francese spesso costretto al ritiro nonostante discrete prestazioni velocistiche: dopo un decimo posto in Spagna e uno sfortunato ritiro a Monaco a pochi giri dalla fine mentre occupava la quarta posizione (dovuto alla rottura della pompa dell'olio), in Canada venne per due volte tamponato al via (vista la doppia partenza) da Jarno Trulli su Prost e non riuscì nemmeno a compiere un giro. Al Gran Premio di Francia Alesi si ritrovò in sesta posizione ma a quattro giri dalla fine, venne tamponato da Heinz Harald Frentzen, dopo essere stato già precedentemente centrato da Fisichella; così si ritrovò alle prese con una Sauber danneggiata nell'aerodinamica e fu superato nei giri finali da Coulthard. In Inghilterra, sfruttando la sua abilità sulla pioggia, occupò saldamente la quarta posizione, finché non fu costretto al ritiro a sette tornate dal termine per noie al sistema idraulico. Al Gran Premio d'Austria, invece, riuscì a schierarsi in prima fila e stava conducendo una buona gara, fino a che un contatto con il poleman Fisichella lo costrinse al ritiro. Alesi ritornò a punti in un bagnatissimo Belgio, ottenendo un terzo posto e salendo sul podio, l'ultimo in carriera, alle spalle di Damon Hill e Ralf Schumacher. Arrivò a punti pure alla successiva prova, il Gran Premio d'Italia e terminò la stagione all'undicesimo posto in classifica piloti con nove punti conquistati, battendo nel confronto il compagno di squadra Johnny Herbert, che aveva ottenuto solo un sesto posto. Alesi portò la Sauber al sesto posto nella classifica costruttori, fino ad allora il miglior risultato di sempre per la scuderia svizzera. Durante l'anno il casco di Alesi cambiò cromatura, con il fondo bianco che venne sostituito da un argento specchiato.
1999

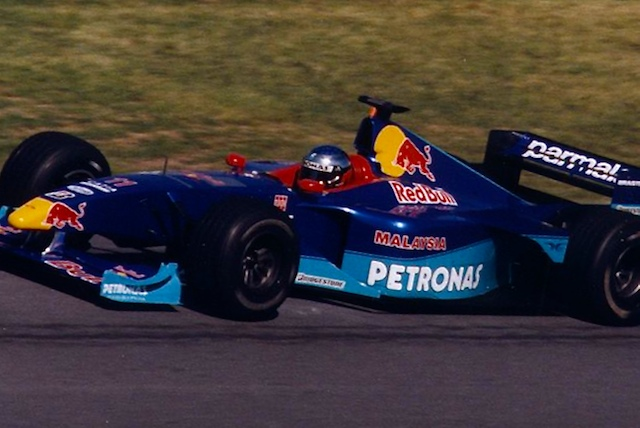
Alesi durante il Gran Premio del Canada 1999

Molto più deludente fu il 1999, in cui la nuova vettura risultò essere più inaffidabile della precedente ed anche meno veloce. Al primo Gran Premio della stagione fu costretto al ritiro senza aver compiuto nemmeno un giro per la rottura del cambio, mentre al Gran Premio del Brasile fu fermato da un problema analogo quando occupava la quinta posizione, dopo una lunga rimonta dall'iniziale 21º posto. Il primo risultato utile della stagione arrivò al terzo appuntamento mondiale con un sesto posto. Al Gran Premio del Canada si ripeté la stessa coincidenza verificatasi l'anno precedente, con Alesi che fu tamponato pochi metri dopo il via dalla Prost di Jarno Trulli. Questo episodio fece infuriare il francese che, nonostante l'ottimo rapporto tra i due, attaccò duramente l'italiano accusandolo di non comportarsi da pilota professionista. A questo ritiro ne seguirono parecchi altri, nonostante alcune buone prestazioni in qualifica, tra cui una prima fila ottenuta al Gran Premio di Francia, anche grazie alle condizioni climatiche.
Durante l'estate circolò la voce di un possibile suo ritorno in Ferrari, in sostituzione di Irvine per la stagione 2000, al fianco di Schumacher il quale da parte sua si disse felice dell'eventuale rentrée del francese a Maranello; ma alla fine Alesi firmò per la Prost Grand Prix, accusando anche i tecnici della Sauber di non aver sviluppato la vettura e non aver seguito i consigli dei piloti. Poco prima della gara in Ungheria Alesi ebbe un incidente che gli procurò delle contusioni alla gamba destra e che rischiò di fargli saltare il Gran Premio, ma alla fine riuscì a prendervi parte. Solo all'ultimo appuntamento mondiale, però, riuscì ad agguantare un sesto posto che gli permise di chiudere il campionato a quota due punti, in sedicesima posizione.

#### Gli ultimi anni con Prost e Jordan (2000-2001)
2000

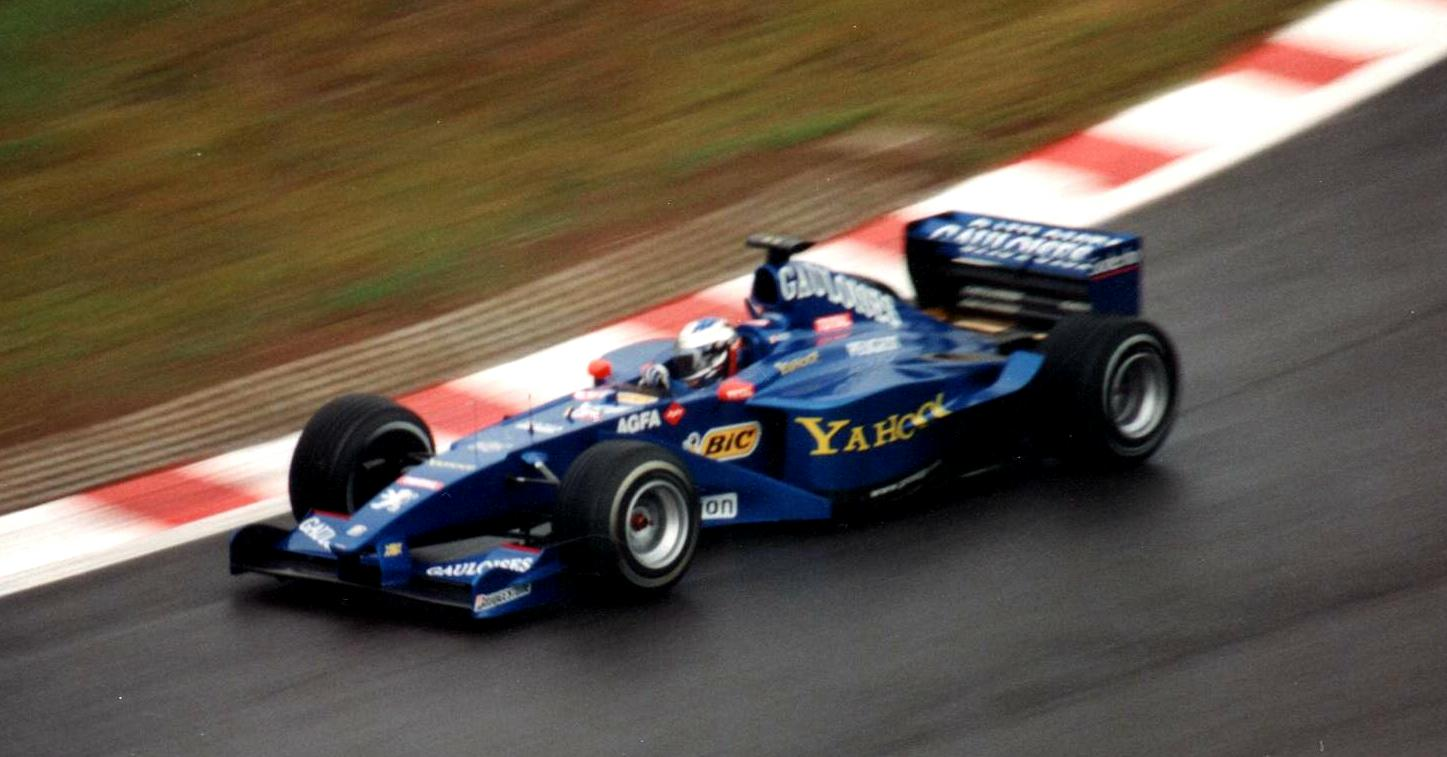
Alesi alla guida della sua Prost durante il Gran Premio del Belgio 2000

Per il 2000 Alesi si trasferì alla Prost, con un contratto biennale e un ingaggio di 18 miliardi di Lire. Nonostante un elevato budget a disposizione del team la vettura era totalmente inaffidabile ed estremamente lenta, la stagione fu ricca di delusioni: le prime tre gare furono caratterizzate da tre ritiri, inoltre durante le qualifiche del Gran Premio del Brasile Alesi fu colpito da un cartellone pubblicitario, causando quindi un incidente, da cui, fortunatamente, uscì illeso. La prima corsa conclusa fu solamente la quarta, in Gran Bretagna, con un decimo posto, mentre a Monaco nonostante la scarsa competitività della vettura (la peggiore delle partecipanti al campionato di Formula 1 2000 con la Minardi) Alesi riuscì a qualificarsi settimo in griglia, ma in gara, una volta di più, fu costretto al ritiro.
Il miglior risultato della stagione venne conquistato al Gran Premio d'Europa con una nona piazza. Nel prosieguo della stagione il pilota criticò più volte la vettura e, soprattutto, i motori Peugeot, tanto che al Gran Premio di Francia, durante il warm-up, i tecnici della casa transalpina scioperarono per cinque minuti. Durante il Gran Premio di Germania, poi, ebbe un brutto incidente che rischiò di fargli saltare la trasferta in Ungheria, ma fortunatamente riuscì a prendervi parte. Nelle ultime gare, comunque, Alesi non riuscì a piazzarsi tra i primi sei e concluse il campionato con zero punti, cosa che non gli era mai capitata in carriera.
2001

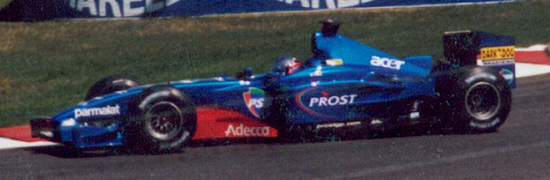
Alesi alla guida della sua Prost AP04 nel Gran Premio di Francia 2001

Nonostante la stagione 2000 si fosse rivelata deludente anche nel 2001 Alesi decise di restare alla Prost. La nuova vettura, la AP04, equipaggiata dai motori Ferrari ribattezzati Acer per motivi di sponsorizzazione, fece registrare anche buone prestazioni durante i test. La vettura si dimostrò fin dall'inizio nettamente più performante della precedente, pur restando una monoposto da centro gruppo; l'unico vero punto di forza fu una notevole affidabilità dovuta al motore e al cambio acquistati dalla casa di Maranello.
Al Gran Premio del Brasile, sfruttando la pioggia, Alesi riuscì a portarsi in zona punti, ma con il progressivo asciugarsi della pista, la vettura equipaggiata dagli pneumatici Michelin entrò in crisi di gomme e terminò la gara in ottava posizione; tuttavia quella fu la prima volta dopo più di un anno che Alesi si trovò a competere per entrare nei primi sei. Il transalpino dovette attendere il Gran Premio di Monaco per conquistare il primo punto della stagione con un sesto posto, anche se fino a pochi giri dalla fine si trovava ad occupare la quinta posizione, persa per una sosta supplementare ai box a causa di una foratura. Al successivo appuntamento mondiale in Canada Alesi giunse quinto, insidiando il quarto posto occupato da Kimi Räikkönen su Sauber. Dopo alcune gare fuori dalla zona punti riuscì, poi, a ottenere un sesto posto al Gran Premio di Germania; fu l'ultimo punto raccolto dalla Prost.

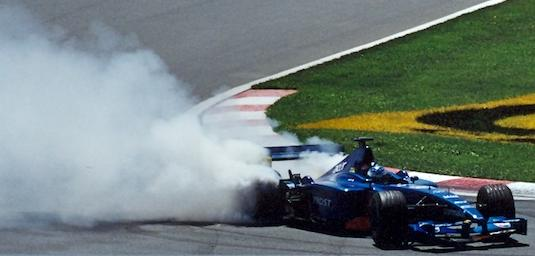
Alesi festeggia il quinto posto ottenuto al Gran Premio del Canada 2001, suo miglior risultato stagionale.

Infatti una settimana dopo abbandonò la scuderia e di fronte alle resistenze di Alain Prost (Alesi aveva con il team un contratto biennale), che non voleva perdere il suo pilota di punta, decise di rivelare il suo mancato pagamento dello stipendio, pur di liberarsi da ogni vincolo. Dopo essere stato multato pesantemente e criticato da Prost, Alesi si trasferì alla Jordan, che guidò a partire però dal Gran Premio d'Ungheria sostituendo l'appiedato Heinz Harald Frentzen. La casa irlandese gli propose un contratto a gettone per le ultime cinque gare della stagione, ma il francese sperava di poter strappare un contratto per l'anno successivo; ottenne, poi, l'ultimo punto in carriera, con una sesta piazza in Belgio, dove fu protagonista di un lungo duello con Barrichello e con Ralf Schumacher.
Per il 2002, però, la Jordan annunciò a fine stagione l'intenzione di far debuttare il pilota giapponese Takuma Satō, il quale godeva dell'appoggio finanziario della Honda, fornitrice di motori al team irlandese. Così nonostante alcune voci di interessamento del team Arrows per la stagione successiva, Alesi, che non intendeva accettare di correre per team poco competitivi, annunciò il ritiro al Gran Premio degli Stati Uniti.
Alesi a fine anno concluse la carriera in Formula 1: 201 Gran Premi, una vittoria, trentadue podi, duecentoquarantuno punti. Considerato uno tra i piloti più sfortunati della storia della Formula 1, egli stesso, consapevole di ciò, utilizzò negli anni Sauber e Prost, come mascotte per il proprio merchandise, lo sfortunato personaggio della Looney Tunes Wile Coyote.

## Risultati completi in Formula 1
| 1989 | Scuderia | Vettura |  |  |  |  |  |  |   |     |    |   |  |   |  |   |     |     |  | Punti | Pos. |
| ---- | -------- | ------- |  |  |  |  |  |  | - | --- | -- | - |  | - |  | - | --- | --- |  | ----- | ---- |
| 1989 | Tyrrell  | 018     |  |  |  |  |  |  | 4 | Rit | 10 | 9 |  | 5 |  | 4 | Rit | Rit |  | 8     | 9º   |

| 1990 | Scuderia | Vettura |   |   |   |   |     |   |     |   |    |     |   |     |   |     |    |   |  | Punti | Pos. |
| ---- | -------- | ------- | - | - | - | - | --- | - | --- | - | -- | --- | - | --- | - | --- | -- | - |  | ----- | ---- |
| 1990 | Tyrrell  | 018/019 | 2 | 7 | 6 | 2 | Rit | 7 | Rit | 8 | 11 | Rit | 8 | Rit | 8 | Rit | NP | 8 |  | 13    | 9º   |

| 1991 | Scuderia | Vettura   |    |   |     |   |     |     |   |     |   |   |     |     |   |   |     |     |  | Punti | Pos. |
| ---- | -------- | --------- | -- | - | --- | - | --- | --- | - | --- | - | - | --- | --- | - | - | --- | --- |  | ----- | ---- |
| 1991 | Ferrari  | 642/2/643 | 12 | 6 | Rit | 3 | Rit | Rit | 4 | Rit | 3 | 5 | Rit | Rit | 3 | 4 | Rit | Rit |  | 21    | 7º   |

| 1992 | Scuderia | Vettura      |     |     |   |   |     |     |   |     |     |   |     |     |     |     |   |   |  | Punti | Pos. |
| ---- | -------- | ------------ | --- | --- | - | - | --- | --- | - | --- | --- | - | --- | --- | --- | --- | - | - |  | ----- | ---- |
| 1992 | Ferrari  | F92 A/F92 AT | Rit | Rit | 4 | 3 | Rit | Rit | 3 | Rit | Rit | 5 | Rit | Rit | Rit | Rit | 5 | 4 |  | 18    | 7º   |

| 1993 | Scuderia | Vettura |     |   |     |     |     |   |     |     |   |   |     |     |   |   |     |   |  | Punti | Pos. |
| ---- | -------- | ------- | --- | - | --- | --- | --- | - | --- | --- | - | - | --- | --- | - | - | --- | - |  | ----- | ---- |
| 1993 | Ferrari  | F93 A   | Rit | 8 | Rit | Rit | Rit | 3 | Rit | Rit | 9 | 7 | Rit | Rit | 2 | 4 | Rit | 4 |  | 16    | 6º   |

| 1994 | Scuderia | Vettura        |   |  |  |   |   |   |     |   |     |     |     |     |     |    |   |   |  | Punti | Pos. |
| ---- | -------- | -------------- | - |  |  | - | - | - | --- | - | --- | --- | --- | --- | --- | -- | - | - |  | ----- | ---- |
| 1994 | Ferrari  | 412 T1/412 T1B | 3 |  |  | 5 | 4 | 3 | Rit | 2 | Rit | Rit | Rit | Rit | Rit | 10 | 3 | 6 |  | 24    | 5º   |

| 1995 | Scuderia | Vettura |   |   |   |     |     |   |   |   |     |     |     |     |   |   |   |     |     | Punti | Pos. |
| ---- | -------- | ------- | - | - | - | --- | --- | - | - | - | --- | --- | --- | --- | - | - | - | --- | --- | ----- | ---- |
| 1995 | Ferrari  | 412 T2  | 5 | 2 | 2 | Rit | Rit | 1 | 5 | 2 | Rit | Rit | Rit | Rit | 5 | 2 | 5 | Rit | Rit | 42    | 5º   |

| 1996 | Scuderia | Vettura |     |   |   |     |   |     |   |   |   |     |   |   |   |   |   |     |  | Punti | Pos. |
| ---- | -------- | ------- | --- | - | - | --- | - | --- | - | - | - | --- | - | - | - | - | - | --- |  | ----- | ---- |
| 1996 | Benetton | B196    | Rit | 2 | 3 | Rit | 6 | Rit | 2 | 3 | 3 | Rit | 2 | 3 | 4 | 2 | 4 | Rit |  | 47    | 4º   |

| 1997 | Scuderia | Vettura |     |   |   |   |     |   |   |   |   |   |    |   |   |     |   |   |    | Punti | Pos. |
| ---- | -------- | ------- | --- | - | - | - | --- | - | - | - | - | - | -- | - | - | --- | - | - | -- | ----- | ---- |
| 1997 | Benetton | B197    | Rit | 6 | 7 | 5 | Rit | 3 | 2 | 5 | 2 | 6 | 11 | 8 | 2 | Rit | 2 | 5 | 13 | 36    | 4º   |

| 1998 | Scuderia | Vettura |     |   |   |   |    |    |     |   |     |     |    |   |   |   |    |   |  | Punti | Pos. |
| ---- | -------- | ------- | --- | - | - | - | -- | -- | --- | - | --- | --- | -- | - | - | - | -- | - |  | ----- | ---- |
| 1998 | Sauber   | C17     | Rit | 9 | 5 | 6 | 10 | 12 | Rit | 7 | Rit | Rit | 10 | 7 | 3 | 5 | 10 | 7 |  | 9     | 11º  |

| 1999 | Scuderia | Vettura |     |     |   |     |     |     |     |    |     |   |    |   |   |     |   |   |  | Punti | Pos. |
| ---- | -------- | ------- | --- | --- | - | --- | --- | --- | --- | -- | --- | - | -- | - | - | --- | - | - |  | ----- | ---- |
| 1999 | Sauber   | C18     | Rit | Rit | 6 | Rit | Rit | Rit | Rit | 14 | Rit | 8 | 16 | 9 | 9 | Rit | 7 | 6 |  | 2     | 16º  |

| 2000 | Scuderia | Vettura |     |     |     |    |     |   |     |     |    |     |     |     |     |    |     |     |    | Punti | Pos. |
| ---- | -------- | ------- | --- | --- | --- | -- | --- | - | --- | --- | -- | --- | --- | --- | --- | -- | --- | --- | -- | ----- | ---- |
| 2000 | Prost    | AP03    | Rit | Rit | Rit | 10 | Rit | 9 | Rit | Rit | 14 | Rit | Rit | Rit | Rit | 12 | Rit | Rit | 11 | 0     | 22º  |

| 2001 | Scuderia     | Vettura   |   |   |   |   |    |    |   |   |    |    |    |   |    |   |   |   |     | Punti | Pos. |
| ---- | ------------ | --------- | - | - | - | - | -- | -- | - | - | -- | -- | -- | - | -- | - | - | - | --- | ----- | ---- |
| 2001 | Prost/Jordan | AP04/EJ11 | 9 | 9 | 8 | 9 | 10 | 10 | 6 | 5 | 15 | 12 | 11 | 6 | 10 | 6 | 8 | 7 | Rit | 5     | 15º  |

| Legenda | 1º posto     | 2º posto | 3º posto    | A punti         | Senza punti/Non class.  | Grassetto – Pole position Corsivo – Giro più veloce |
| Legenda | Squalificato | Ritirato | Non partito | Non qualificato | Solo prove/Terzo pilota | Grassetto – Pole position Corsivo – Giro più veloce |

### Dopo la Formula 1

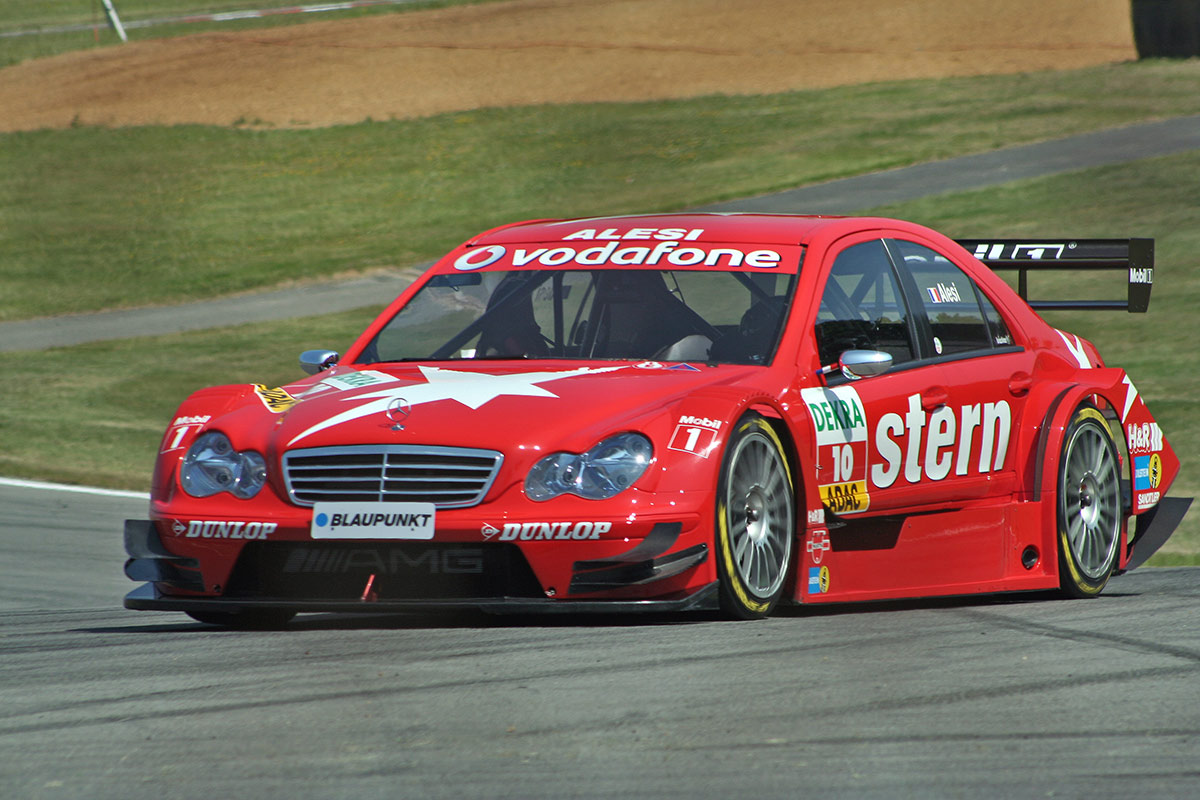
Alesi impegnato nel Deutsche Tourenwagen Masters del 2006

Dopo il ritiro dalla Formula 1, Alesi collaborò con la McLaren Mercedes in qualità di collaudatore. Contemporaneamente il transalpino prese parte al DTM (Deutsche Tourenwagen Masters, serie tedesca per vetture silhouette, prototipi derivati dalla produzione di serie). Al debutto nella categoria ottenne un podio e alla terza gara, svoltasi a Donington, riuscì a conquistare la prima pole position e il primo successo della stagione. Dopo questa vittoria Alesi fu capace di ottenere un altro terzo posto e una quarta piazza che gli permisero di concludere il campionato piloti in quinta posizione.
Il 2003 iniziò per il pilota con un quarto posto. Dopo due gare senza risultati Alesi tornò a punti alla quarta gara e ottenne due quinti posti consecutivi. A Donington, poi, tornò a vincere e, grazie a un altro successo ottenuto ad Hockenheim, concluse il campionato in quinta posizione.
Dopo un 2004 senza vittorie e un 2005 con un successo nella gara inaugurale, nel 2006 si ritirò, accusando anche la sua scuderia di averlo trascurato.
A partire dal 2008 e fino al 2009, il pilota francese si dedicò al campionato Speedcar Series, dove sfiorò il titolo nel 2008 (vincendo 2 gare). Nel 2010 corse nel campionato LMS, guidando una Ferrari F430 del Team AF Corse, in coppia con Fisichella e Vilander, disputando anche la 24 ore di Le Mans. Dal 2011 divenne ambasciatore Lotus, con il compito di sviluppare il programma Type 125, riguardante una monoposto ispirata alle vetture di Formula 1. A settembre annunciò la sua partecipazione alla 500 Miglia di Indianapolis 2012, che ha segnato il suo debutto assoluto su ovale. La prestazione, però, fu abbastanza deludente: già nelle qualifiche il motore Lotus della sua Dallara non si mostrò all'altezza e, dopo 10 giri di gara, fu invitato dai commissari a fermarsi in quanto non riusciva a mantenere un ritmo pari al 105% dei piloti di testa.
Alesi svolgeva il ruolo di opinionista nella trasmissione Pole Position su Rai Uno. Dal 2013 è ambasciatore della Pirelli.
Il 7 luglio 2021 è diventato cittadino onorario di Alcamo.

## Vita privata
Jean Alesi è sposato con la modella e attrice giapponese Kumiko Gotō. In precedenza aveva avuto un matrimonio con Laurence, francese, da cui aveva anche avuto una figlia, Charlotte. Il pilota conobbe l'attuale moglie nel 1993 durante un viaggio per promuovere i suoi sponsor. Da lei Alesi ha avuto tre figli: Helena, Giuliano e John.